# Holy Cross Church and School Complex-Latonia
Holy Cross Church and School Complex--Latonia es una iglesia histórica de la calle Church en Covington, Kentucky.
Fue construida en 1906, y agregada al Registro Nacional en 1986.